# Глебов-Стрешнев, Пётр Фёдорович
Пётр Фёдорович Глебов-Стрешнев (30 апреля 1773—23 октября 1807) — генерал-майор, шеф Ольвиопольского гусарского полка (1801—1804).

## Биография
Родился в Петербурге в семье генерал-аншефа Фёдора Ивановича Глебова (1734—1799), устроителя усадьбы Знаменское-Раёк, и его супруги статс-дамы Елизаветы Петровны Глебовой Стрешнёвой (1751—1837), последней представительницы боярского рода Стрешневых. Крестник императрицы Екатерины II. 14 апреля 1803 года получил Высочайшее разрешение именоваться Глебовым-Стрешнёвым. Служба:
- 28.05.1800–21.10.1800 – командир Ольвиопольского гусарского полка
- 21.10.1800–01.12.1800 – шеф Сумского гусарского полка
- 01.12.1800–27.12.1801 – командир Сумского гусарского полка
- 27.12.1801–05.09.1804 – командир Ольвиопольского гусарского полка
- 05.09.1804–24.05.1807 – генерал-майор, шеф Ольвиопольского гусарского полка. Принимал участие в кампаниях 1806-1807 годов против французов, командовал кавалерийской бригадой (Санкт-Петербургский и Лифляндский драгунские полки, Ольвиопольский гусарский полк), в составе 8-й пехотной дивизии генерал-лейтенанта Петра Кирилловича Эссена 3-го (1772—1844), сражался при Лаунау (Launau), Эйлау (7-8.02.1807),  Фридланде (02.06.1807) и Гейльсберге (10.06.1807).

Умер после ранения 27 октября 1807 года, похоронен в семейной усыпальнице рядом с родителями в Донском монастыре в Москве. Поэт князь И. М. Долгоруков сочинил эпитафию на его кончину: 
«Оставя мать, жену, детей,

На небо Глебов преселился;

К создателю природы всей

От наших глаз навек сокрылся.

Здесь видим мы в могильном сне

Твоей лишь плоти измененье;

Там дух твой в сладкой тишине

Вместил уж Бога лицезренье.

Кто честь и нравы сохранил, 

Свершил тот в мал долги лета;

А ты Отечество любил

Превыше всех сокровищ света:

И Бог потомство здесь твое

Соблюл родившей та в отраду;

Она ему отец, мать, все...

Ей рай за то готов в награду!»

## Семья
Жена —  княжна Анна Васильевна Друцкая-Соколинская (1785— ?), дочь князя Василия Ивановича Друцкого-Соколинского, однополчанина Глебова-Стрешнева. Мать последнего считала этот брак неравным, так как Друцкие не занимали видного места в свете. Овдовев, в 1810 году Анна Васильевна вышла замуж за штабс-ротмистра А. Д. Лесли (1781—27.04.1856). Её  четверо детей от первого брака воспитывались в Москве бабушкой Елизаветой Петровной Глебовой-Стрешневой. Несмотря на богатство, воспитаны они были по-спартански в большой строгости.
- Евграф Петрович (ум. 1852/1864), гвардии полковник, после смерти бабушки с 1837 года владелец имения Покровское-Стрешнево. Умер без потомства.
- Прасковья Петровна (ум. 1857), большая богомолка, вышла замуж за купца Федора Федоровича Томашевского, и её имя перестали упоминать в семье[6].
- Наталья Петровна (17.01.1804—19.05.1881), была замужем за генерал-майором Фёдором Логгиновичем фон Бреверном (1802—1863). Умерла от катара желудка в Висбадене, похоронена там же на православном кладбище. Её дочь Евгения Фёдоровна (1846—1924) вышла замуж за Михаила Валентиновича Шаховского, которому в 1864 году были переданы фамилия и герб Глебовых-Стрешневых.
- Фёдор Петрович (22.11.1806—1864), полковник (1843), участник русско-турецкой войны.

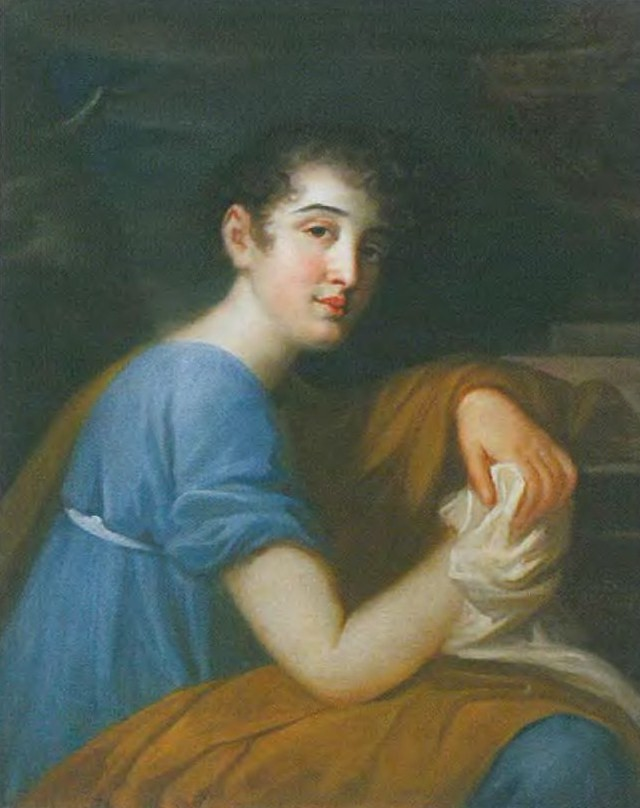
Анна Васильевна на портрете Фёдора Кинеля (1810)
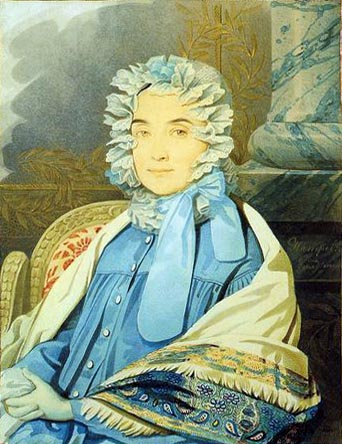
Наталья Петровна на портрете Карла Гампельна (1830-е гг.)
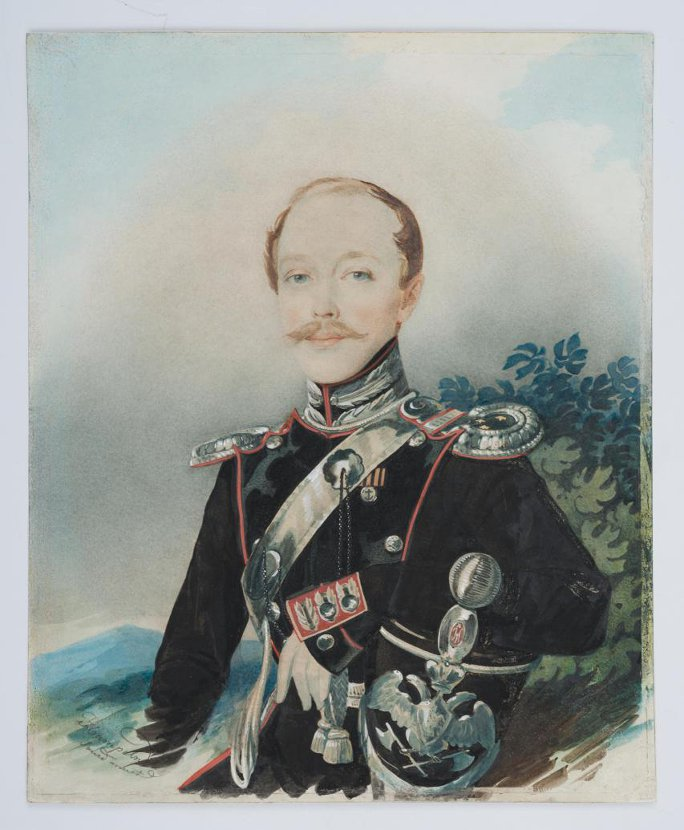
Фёдор Петрович на портрете Карла Гампельна (1830-е гг.)
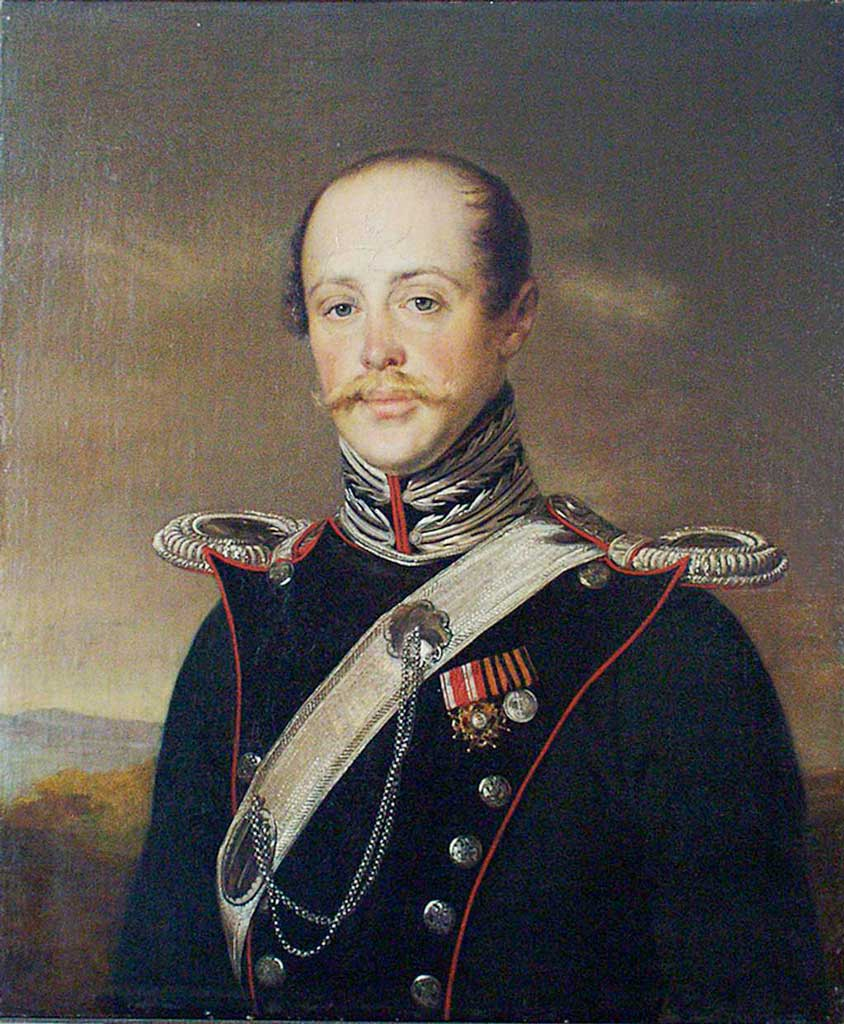
Фёдор Петрович на портрете Василия Тропинина (1840 г.)